# Розпізнавання рукописного введення
Розпізнава́ння рукопи́сного вве́дення — здатність комп'ютера отримувати та інтерпретувати інтелектуальний рукописний ввід з джерел, таких як паперові документи, фотографії, сенсорні екрани та інші пристрої. Розпізнавання тексту може здійснюватися «оффлайновим» методом з уже написаного на папері тексту або «онлайновим» методом зчитуванням рухів кінчика ручки, наприклад по поверхні спеціального комп'ютерного екрана.

## Офлайнове розпізнавання
Офлайн розпізнавання рукописного тексту включає в себе автоматичне перетворення тексту в зображення в листі кодів, які можуть використовуватися комп'ютерами і додатками для обробки тексту. Дані, отримані за допомогою цієї форми розглядається як «зріз почерк». Офлайн розпізнавання рукописного введення порівняно важко, тому що у різних людей різний почерк.